# Kボール

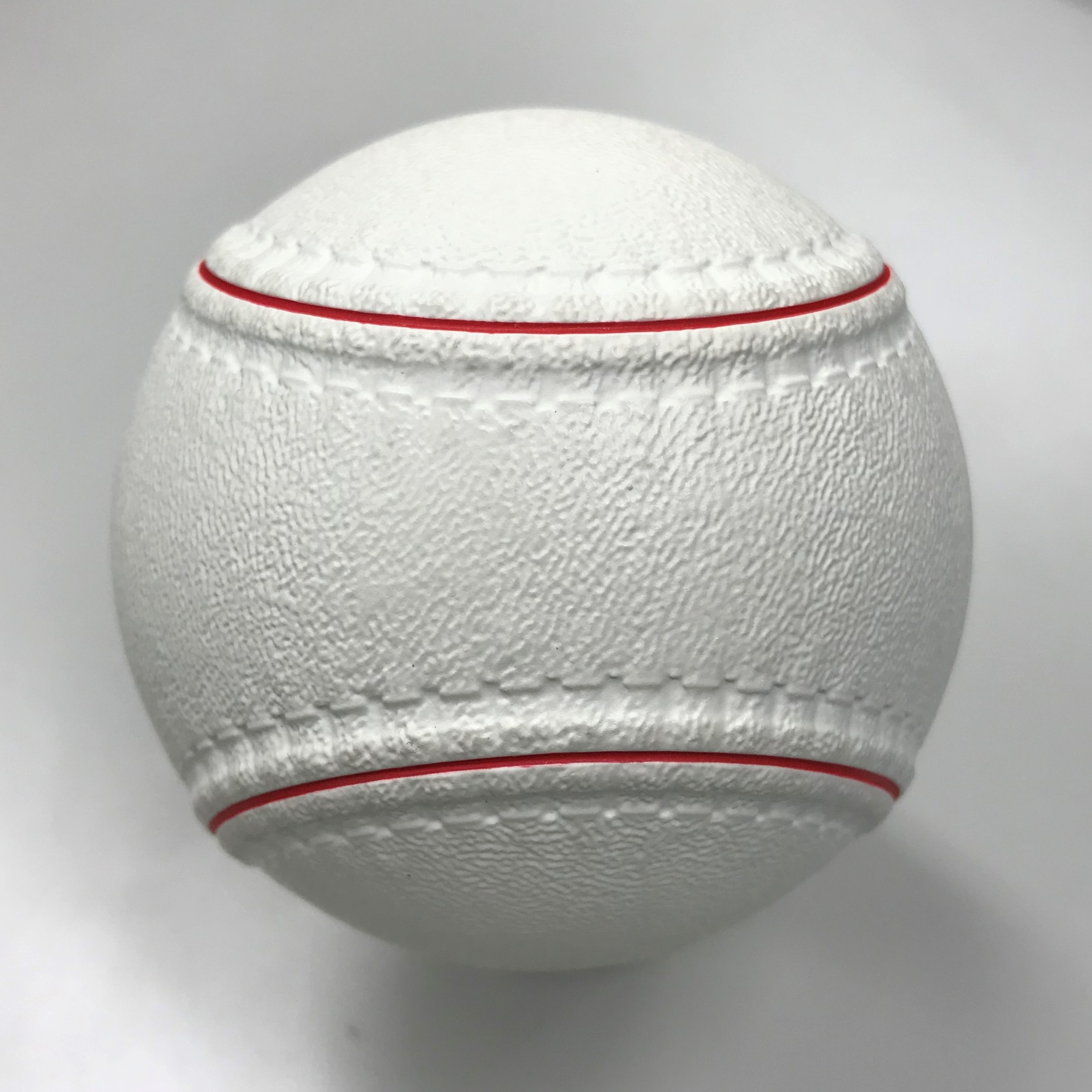
Kボール

Kボール（ケーボール、商品名:ケンコーワールド、旧名:KWBボール）は、公益財団法人日本野球連盟元会長の山本英一郎とシダックス最高顧問で日本中学生野球連盟会長の志太勤が発案し、ナガセケンコー株式会社が製造販売する野球のボール。アジア野球連盟(BFA)公認球。2011年には国際野球連盟(IBAF)の推奨球として認定されている。

## 概要

### 開発の歴史と由来、中学生への影響
中学生が軟式野球から高校の硬式野球へスムーズに移行することと、野球の国際的な普及を目的として2000年に開発され、2001年にはこのボールを公認球として中学3年生対象の全国大会を主催する、日本K-Ball少年野球連盟が発足した。
小中学生時代に軟式野球に慣れ親しんでいた選手は、高校で硬式野球に移行した際にボールの重量や大きさ、バウンド時の挙動の違いなどから怪我をしやすく、また技術面においてもリトルリーグ経験者に遅れをとる傾向があった。開発者の志太も、硬式野球移行後に肩を酷使した結果野球を断念した経験があり、軟式野球出身の選手特有の筋力障害を未然に防ぐために、硬式野球へスムーズに移行するためのボール開発を提案した。ナガセケンコー株式会社はこれを受け、日本野球連盟指導の下で重量と外径は硬球と同一、さらにゴロの跳ね方の目安となる反発係数も硬球に近いが、ゴムを使用した表面の素材、内部構造は軟球と同じ空洞という独自のボールを開発した。「健全な精神（Kenzen）」「強健な身体（Kyouken）」「国際的なスポーツマンの育成（Kokusaiteki）」の頭文字を由来とし「Kボール」と命名された。
中空かつゴム製のため安全性が高い（衝撃加速度・圧縮荷重値は硬球の1/3～1/4）こと、守備では硬球特有のゴロ処理が身に付く一方で、打撃ではバットの芯に当て振り切らなければ飛距離が出ない軟球特有の構造を踏襲しているため、高い技術レベルを求める選手や指導者に普及した。また、硬球に比べて価格が3分の2と経済的であるため、アジアや中南米の国々でも受け入れられ、連盟発足1年目には国際大会が開催。カテゴリーU-15所属の中、近年では台湾や韓国等の代表チームが上位に食い込んでいる。また、Kボールの経験者が高校野球で甲子園への出場やプロ入りを果たすケースも増えている。

### 連盟の変遷と大会使用球の変更
日本K-Ball少年野球連盟は2007年にKB野球連盟、2015年にはボールの呼称・商品名・連盟名を統一するためにKWBボール、日本KWB野球連盟に改称されたこともあったが、2018年に軟式球の規格変更により従来のA号とB号が統一されてM号となり、「硬式野球のプレイに近づける」という開発コンセプトがKボールの理念と近いことから、同年の全国大会から使用球はM号となるとともに、連盟は法人化し一般財団法人日本中学生野球連盟となった。

## 国際大会
日本中学生野球連盟#国際事業の節を参照